# Macronemurus bilineatus
Macronemurus bilineatus là một loài côn trùng trong họ Myrmeleontidae thuộc bộ Neuroptera. Loài này được Brauer miêu tả năm 1868.